# Genlisea margaretae
Genlisea margaretae är en tätörtsväxtart som beskrevs av Hutchinson. Genlisea margaretae ingår i släktet Genlisea och familjen tätörtsväxter. Inga underarter finns listade i Catalogue of Life.